# John E. Kelly
John Edward Kelly (* 10. Juli 1911 in Washington, D.C.; † 2. März 1995) war ein Generalleutnant der United States Army. Er war unter anderem Kommandeur der 2. Panzerdivision.
In den Jahren 1932 bis 1936 durchlief Kelly die United States Military Academy in West Point. Nach seiner Graduation wurde er als Leutnant in das Offizierskorps des US-Heeres aufgenommen. In der Armee durchlief er anschließend alle Offiziersränge vom Leutnant bis zum Drei-Sterne-General.
Im Lauf seiner militärischen Karriere absolvierte er verschiedene Kurse und Schulungen. Dazu gehörten unter anderem die Infantry School (1938–1939), die Tank School (1939–1940), die Laval University (1940), das Command and General Staff College (1945–1946), das Armed Forces Staff College (1948–1949) und das United States Army War College (1952–1953).
In seinen jüngeren Jahren absolvierte er den für Offiziere in den niederen Rangstufen üblichen Dienst in verschiedenen Einheiten und Standorten. In den Jahren 1941 bis 1943 war er Dozent an der Militärakademie in West Point und daher noch nicht im laufenden Zweiten Weltkrieg eingesetzt. In den Jahren 1943 bis 1945 kommandierte er zunächst bis 1944 ein Bataillon des 26. Infanterieregiments und dann ein anderes Bataillon beim 378. Infanterieregiment. Beide Einheiten waren auf dem nordafrikanischen bzw. europäischen Kriegsschauplatz eingesetzt. Für seine damaligen militärischen Leistungen wurde er mit dem Distinguished Service Cross und dem Silver Star Orden ausgezeichnet.
Im Jahr 1945 wurde John Kelly Leiter der Stabsabteilung G4 (Logistik) bei der 95. Infanteriedivision, zu der auch das 378. Infanterieregiment gehörte, dem er zuvor unterstand. Daran schloss sich sein Studium am Command & General Staff College an. In den Jahren 1946 bis 1948 war Kelly Dozent an der Militärakademie in West Point. Nach dem anschließenden Studium am Armed Forces Staff College wurde er nach Europa versetzt, wo er in den Jahren 1949 bis 1952 dem Stab des damaligen US European Command (nicht zu verwechseln mit dem 1952 gegründeten heutigen United States European Command) angehörte.

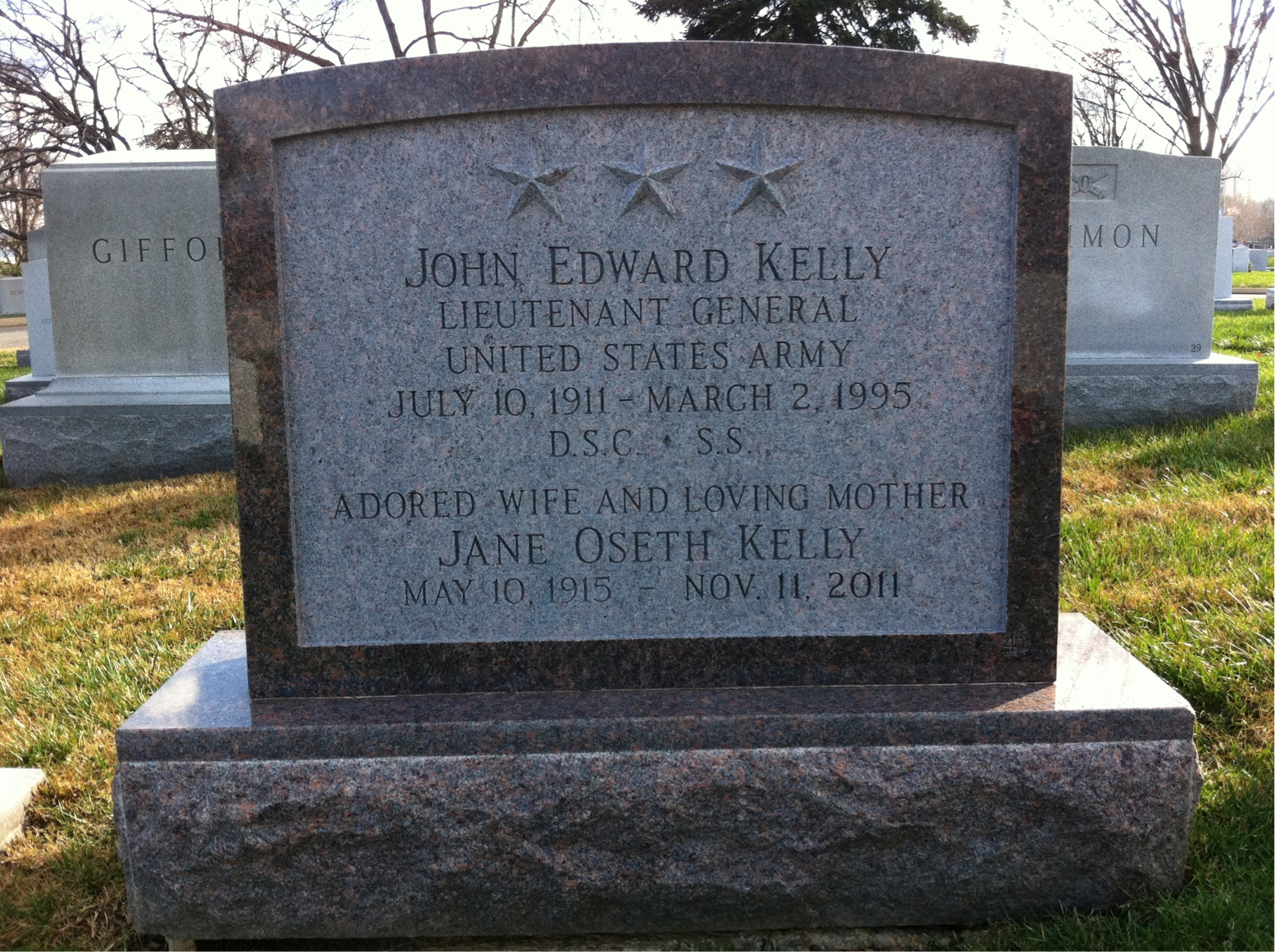
Grab in Arlington

Nach seinem anschließenden Studium am Army War College war Kelly in den Jahren 1953 bis 1954 Stabsoffizier bei den Army Field Forces. Danach übernahm er im Jahr 1954 das Kommando über das 160. Infanterieregiment. In den Jahren 1958 und 1959 kommandierte er das 27. Infanterieregiment. Anschließend war er bis 1961 Leiter der Stabsabteilung G4 (Logistik) der 4. Armee. Es folgte eine Versetzung zum Infantry School & Center, wo er bis 1962 stellvertretender Kommandeur war. Danach wurde Kelly nach Indien versetzt, wo er in den Jahren 1962 bis 1965 die amerikanische Military Supply Mission leitete. Anfang 1965 kommandierte er für kurze Zeit das IV. Korps, ehe er das Kommando der in Fort Hood (heute Fort Cavazos) stationierten 2. Panzerdivision übernahm. Diesen Posten bekleidete er in den Jahren 1965 bis 1967. Obwohl die Division als Ganzes nicht im Vietnamkrieg eingesetzt war, wurden einige Untereinheiten dort verwendet. Nach dem Ende dieses Kommando leitete Kelly bis 1968 die Stabsabteilung G1 (Personal) im Heeresministerium. Danach wurde er unter Beförderung zum Generalleutnant zum neuen Kommandeur des National War Colleges ernannt. Diesen Posten bekleidete er bis zu seinem Eintritt in den Ruhestand im Jahr 1970.
Er starb am 2. März 1995 und wurde auf dem amerikanischen Nationalfriedhof Arlington beigesetzt.

## Orden und Auszeichnungen
John Kellyerhielt im Lauf seiner militärischen Laufbahn unter anderem folgende Auszeichnungen:
- Distinguished Service Cross
- Army Distinguished Service Medal
- Silver Star
- Bronze Star
- Legion of Merit